# 李宗吉
李宗吉（1926年2月17日—2002年7月3日），福建廈門人，在臺灣成立基業船務公司等公司，六十歲加入慈濟，其生平拍成大愛電視劇《望海》。

## 生平
李宗吉為1926年農曆正月初五出生於廈門，七歲喪父。十五歲，因家裡貧窮無法升學，先至廈門的永大運輸公司廚房當童工，後作船員。李宗吉一次與同伴搭船，在澎湖水道遇船難倖存。
1945年9月5日，李宗吉隨國民政府到臺灣，之後接母親到臺灣。1951年春，他與同時任職於台灣行政長官公署財政處的李吳英結婚，婚後生六子女。
之後李宗吉從公職辭職，在外島跑單幫，直到1959年11月17日創立基業船務公司，為昭和海運公司台灣總代理。1960年代末，李宗吉協助臺灣的出口業者，從事各種貨櫃化的技術協助。當時年代，船運貨櫃化是被保守的業者反對。李宗吉陸續又成立啟昌海運、環球倉儲、宇宙聯運、基業航業、成豐海運、基業通運等關係企業。
1974年，李宗吉與蕭百宗的大鵬輪船合作，收購希臘Marchessini輪船公司的八艘萬噸級貨輪。基業海運曾營船隊高達二十八艘以上，代理船涵蓋全球。1976年，中華民國海運聯營總處木材船組成立，李宗吉本欲加入，但與木材船組主任委員陳重光衝突，使得基業海運決定完全退出國輪行列，長期以權宜籍船公司身分營運。
李宗吉將船隊中最大一艘船，依他母親李王錦之名命名。1979年12月25日，礦砂貨船李王錦號在英屬哥倫比亞省外海翻覆沉沒，造成三十名中華民國籍船員罹難。後來，基業海運一艄8萬噸級的船在委內瑞拉擱淺時，憂心如焚的李宗吉在女兒李佳穎牽線下去花蓮縣找證嚴法師。當天，李宗吉回台北的路上就接到貨輪已自行脫困，此後逐漸將業務交給長子李鼎銘負責。1986年10月，李宗吉皈依證嚴法師，法名「思祐」。像是李宗吉妻子李吳英，還會幫忙粘貼慈濟義賣的青蛙卡片。李宗吉除將公司在南京東路大樓捐給慈濟外，也將其名下環球貨櫃逾四成股份贈與慈濟。
1987年，開放兩岸探親，李宗吉出借南京東路的辦公室給香港梅園會作探親服務中心，從借調人員、安裝電話到聘專人處理事務的所有開支一手包辦。李宗吉在廈門市以父母之名成立獎學金，獎助對象包括廈門的大學及中、小學生。
李宗吉與同為慈濟的曹仲植常互相比捐款數量。1998年8月15日，慈濟醫院開業十二週年慶，院長曾文賓致詞感謝李宗吉和曹仲植。1999年1月20日，中華民國公益團體服務協會公布李宗吉等獲第一屆國家公益獎。九二一震災，當時李宗吉為慈濟募集了近二億新台幣，以幫助慈濟重建學校工程。

### 去世
2002年7月3日清晨，李宗吉因急性心肌梗塞去世，享壽七十七歲。原先李宗吉已覓得墓地與母親墓相陪，但在慈濟推動無語良師後改變了心意，決定捐出遺體作教學。去世當天正逢颱風天，為趕在24小時內急速冷凍，李宗吉遺體從台北榮民總醫院火速出發，不到3小時即抵達花蓮慈濟醫院。
2003年9月19日，李宗吉骨灰與豆圓粉、薏仁粉揉製成魚餌，由親友拋灑在七星潭海邊。該年大愛電視劇《望海》開拍，由柯俊雄飾演李宗吉、江霞飾演李宗吉妻子。
李宗吉長子李鼎銘日後擔任慈濟大愛感恩科技公司總經理，以回收寶特瓶製作毛毯、衣服。